# Manwel Chyndzyrcjan
Manwel Chyndzyrcjan (orm. Մանվել Արծվիկի Խնձրցյան; ur. 26 stycznia 2001) – ormiański zapaśnik startujący w stylu wolnym.
Zajął osiemnaste miejsce na mistrzostwach świata w 2022. Brązowy medalista mistrzostw Europy w 2022, a także  wojskowych MŚ w 2021. 
Wicemistrz świata U-23 w 2023 i trzeci w 2021. Trzeci na MŚ juniorów w 2021. Wicemistrz Europy juniorów w 2021 i kadetów w 2018 roku.